# Roman Sanguszko (hetman litewski)
Roman Sanguszko (ur. ok. 1537, zm. 12 maja 1571) – książę na Niesuchojeżach i Łokaczach, hetman polny litewski w latach 1567-1571, wojewoda bracławski w latach 1566-1571, starosta żytomierski, był wyznawcą prawosławia.

## Życiorys
Wywodził się z rodu kniaziowskiego. Był synem Fiodora Sanguszki i Hanny Despotówny (zm. 1579), córki Jovana Brankovicia, despoty Serbii. 
Dzieciństwo i młodość spędził na dworze królewskim. Był dworzaninem króla Zygmunta II Augusta. Karierę wojskową rozpoczął w 1555 roku biorąc udział na czele własnego oddziału w wojnie przeciwko Państwu Moskiewskiemu. W 1557 za zasługi na polu bitwy otrzymał starostwo żytomierskie.
Od 1558 roku Roman Sanguszko brał udział w walkach z Tatarami, od 1564 roku uczestniczył w wojnie litewsko-moskiewskiej. 26 stycznia 1564 roku wziął udział w zwycięskiej w bitwie pod Czaśnikami nad Ułą.
W 1566 roku na sejmie w Wilnie został mianowany pierwszym wojewodą bracławskim. W marcu następnego roku otrzymał buławę hetmana polnego litewskiego. W lipcu 1567 przeprowadził błyskawiczną mobilizację wojsk i w okolicach Połocka stoczył serię zwycięskich bitew z armią moskiewską, w tym bitwę pod Czaśnikami. We wrześniu 1568 roku brawurowym szturmem zdobył twierdzę Ułłę. Następnie korzystając z okazji spustoszył okolice Newla, Wieliża i Wielkich Łuków co przyniosło mu wiele cennych łupów wojennych. W 1569 roku pomimo niechęci do zacieśniania związków Korony z Litwą jako przedstawiciel Korony Królestwa Polskiego podpisał akt unii lubelskiej 1569 roku. W tym samym roku ponownie wyprawił się na Ukrainę, gdzie pobił Tatarów pod Humaniem.
Zmarł 12 maja 1571 roku. Swój ogromny majątek pozostawił synowi. Pochowany został w monasterskiej cerkwi św. Mikołaja w Mielcach.
Roman Sanguszko uważany jest za jednego z najwybitniejszych dowódców litewskich doby jagiellońskiej. Wsławił się jako obrońca Litwy i Rusi przed najazdami Tatarów, z którymi stoczył liczne zwycięskie walki. W polityce wewnętrznej był zwolennikiem zachowania odrębności Litwy.

## Rodzina
Poślubił wyznawczynię prawosławia, podobnie jak on sam, Aleksandrę z Chodkiewiczów (zm. 1570). Mieli troje dzieci. Obie córki wyszły za mąż za kalwinistów, z czasem Teodora przeszła na kalwinizm, a Aleksandra z mężem ok. 1600 roku na katolicyzm.
- Fiodor Sanguszko († 1591), kawaler;
- Teodora († 1598), w 1583 poślubiła wojewodę Stanisława Radzimińskiego, w 1591 roku księcia Aleksandra Prońskiego, i po raz trzeci w 1596 roku Andrzeja Leszczyńskiego, wojewodę brzeskokujawskiego;
- Aleksandra († 1602), żona od 1577 roku Janusza Zasławskiego.